# 김정아 (아나운서)
김정아(1970년 7월 7일 ~ )는 대한민국의 YTN 기자 및 앵커다. (YTN 24)

## 학력
- 이화여자대학교 중어중문학과

## 경력
- 1994년 9월 : YTN (YTN 24)
- 2024년 ~ : YTN 문화부 기자

## 방송
- 김정아의 공감 인터뷰
- 소나기 시즌 1
- 소나기 시즌 2
- 프라임 뉴스 (YTN 24)
- 뉴스 퍼레이드 (YTN 24)
- 뉴스출발 (YTN 24)
- 뉴스N이슈 (YTN 24)
- 더 뉴스 (YTN 24)